# São Raimundo Nonato dos Mulundus
Raimundo Nonato Soares Ganguçu (Vargem Grande, 1700-1732), popularmente conhecido como São Raimundo Nonato dos Mulundus, foi um vaqueiro que teria vivido no Maranhão no século XVIII e é considerando um santo popular, padroeiro dos vaqueiros. Em sua homenagem, é realizada a Festa de São Raimundo Nonato dos Mulundus, que atrai milhares de romeiros e é uma das principais festas religiosas do estado.

## História
Raimundo Nonato Soares Ganguçu teria nascido por volta de 1700 na fazenda Primavera (antiga Nova Olinda), tendo sido criado como afilhado “liberto” de uma abastada família portuguesa proprietária da fazenda, conhecida como Faca Curta, e se tornando muito querido e respeitado entre os vaqueiros e moradores da vizinhança. Considerando um homem de muita fé e cumpridor de suas obrigações, tinha devoção pelo santo de seu nome. Costumava sair sozinho à meia noite, o que chamava a atenção dos moradores da fazenda, que descobriram que ele saia para rezar junto a uma grande pedra.
Raimundo Nonato, com outros vaqueiros, saiu em busca uma rês desgarrada e desapareceu. Três dias depois foi encontrado morto junto à pedra em que rezava, com o pescoço quebrado. No entanto, seu corpo estava incorrupto, não havia se decomposto e exalava perfume, mesmo após três dias de morto. O povo da região ficou muito comovido com a morte do vaqueiro querido.
Não ocorreu enterro, tendo o corpo sumido. Segundo os escravizados Raimundo, Secundio, Quirino, Martiniano, Macário, Zé Firino, Militão e José Cabral, os padres haviam levado o corpo para Roma.
Havia uma carnaubeira no local em que foi encontrado e o povo acreditava que ela era milagrosa, utilizando suas cascas, palhas e até as raízes para fazer chás para tratamentos.
Foi construída uma capelinha de palha no local, em Mulundus, para realização de novenário no aniversario da morte do vaqueiro, que teria ocorrido no dia 31 de agosto de 1732. A devoção se espalhou pela região e o local foi se transformando em centro de peregrinação.
Na década de 1830, a fazenda foi adquirida pelo tenente-coronel Antonio Bernardino Ferreira Coelho. No seu mandato de deputado provincial, a sede da vila foi transferida da Vila de Olho d’Agua para Vargem Grande em 1845. No final da década de 1850, o deputado vendeu a fazenda para o coronel Francisco Solano Rodrigues, futuro pai do médico Nina Rodrigues.
Sua esposa, dona Luiza Roza Nina Rodrigues, manteve a capelinha em Mulundus e o culto a São Raimundo Nonato. Segundo a tradição, Luiza fez uma promessa de que daria o nome do santo a um de seus filhos se tivesse um bom parto (o futuro médico Raimundo Nina Rodrigues). Conta-se também que um de seus filhos teria ficado doente (Saul ou Raimundo) e ela prometeu que mandaria vir de da Espanha uma imagem confeccionada na oficina sacra da terra natal de São Raimundo. A imagem teria sido mandada para Portugal, tendo chegado a São Luís de navio, e depois a Itapecuru-Mirim em um barco a vapor, de onde foi transportada até a igreja de São Sebastião em Vargem Grande e depois à  Mulundus.
Depois da morte de dona Luiza, seu filho, o capitão Saul Nina Rodrigues, manteve a festa.
Em 1930, o arcebispo de São Luís teria proibido a festa, alegando ser profana, mas o povo manteve.
Em 1953, a festa de São Raimundo foi transferida de Mulundus para a sede de Vargem Grande, pois a festa havia se tornado muito grande para o povoado. Em 1954, foi dado o nome de São Raimundo Nonato ao santuário de Vargem Grande em homenagem ao santo espanhol de mesmo nome, cuja data de comemoração é no dia 31 de agosto.

## Festa de São Raimundo Nonato dos Mulundus
Entre os dias 22 e 31 de agosto, ocorre a Festa de São Raimundo Nonato dos Mulundus, no município de Vargem Grande.
Os fiéis levam o andor de São Raimundo Nonato do Santuário anexo da igreja de São Sebastião em Vargem Grande por meio da BR-222, em direção ao povoado Paulica, distante 7 km, onde foi construída uma igreja dedicada ao Santo Vaqueiro. A procissão atrai milhares de fiéis, entre eles centenas de vaqueiros e cavaleiros, muitos com a tradicional indumentária, com chapéus e gibões de couro.
A imagem que é conduzida até Paulica é a do santo espanhol São Raimundo Nonato, enquanto a do vaqueiro Raimundo Nonato, negro e com chapéu de couro e manta vermelha, fica guardada na igreja em Paulica. Uma devota, conhecida como Delzuita Leitão, doou o terreno em Paulica para que fosse transformado em um lugar de peregrinação ao santo. Inicialmente construída em taipa, a igreja foi reformada e inaugurada em agosto de 2004.
Em Paulica, ocorre a celebração da Missa,  seguida de leilão e do aboio dos vaqueiros. Às 16 horas, os fiéis retornam para Vargem Grande. A imagem de São Raimundo Nonato é recebida pela imagem de São Sebastião, padroeiro do município, na entrada da cidade, e seguem juntas em procissão para a missa campal na Praça da Matriz.
Após a romaria, tem início o novenário, que ocorre até o dia 31 de de agosto.
A romaria atrai por volta de 100 mil romeiros anualmente.
Desde 2005, é realizada a Missa do Vaqueiro, inicialmente em Paulica e depois transferida para Mulundus.
Raimundo Nonato dos Mulundus não foi canonizado pela Igreja Católica, sendo considerado um santo popular.